# السبات الشمسي
السبات الشمسي أو سبات الشمس الكبير، هي ظاهرة تمر على الشمس حيث تنتج الشمس الحد الادنى من طاقتها بسبب ضعف الطاقة على سطحها لاسباب لا تزال مجهولة مما يؤدي إلى ضعف في طاقه الشمس عن طاقتها الطبيعيه مع زيادة في الأشعة الكونية الضارة مما يسبب نقصان في الحرارة الواصله من الشمس إلى الأرض وبقيه الكواكب في المجموعه الشمسيه وبالتالي نقصان بدرجات الحرارة على الأرض بمقدار درجتين أو أكثر مما قد ينتج عنها نقص في المواد الغذائيه في بعض المناطق بسبب نقص النمو بالمحاصيل الزراعيه وحدوث المجاعة ويكثر في هذه الفترة حدوث زلازل وثوران البراكين ويطلق العلماء على هذه الظاهرة «بالدرجة الدنيا لدالتون» (نسبه إلى الكيميائي البرطاني وعالم الارصاد الجويه جون دالتون) ولقد مر الارض خلال الاعوام 1790الى1830 بهذه الظاهرة نتجت عنها انخفاض بدرجات الحرارة وسميت تلك الاعوام«1800 تجمد حتى الموت» حيث تساقطت الثلوج في شهر تموز/يوليو واصبح هنالك شح في مواد الغذائيه وكثره في ثوران البراكين ومن اشهرها ثوران بركان تامبورا في إندونيسيا في 10 أبريل/نيسان 1815 وتسبب بموت 71000 شخص ولقد مر بسبب هذه الظاهر عام كامل بدون صيف وهو عام 1816 ويخشى علماء في الارصاد الجويه ومختصون بمجال الفلك وخبراء ناسا من عودة هذه الظاهرة وخصوصا أنهم رصدوا اختفاء بالبقع الشمسية فعليا

## وصلات خارجية
- المنار
- عربي</ref> ه21